# 郎中将
郎中将，西汉的中央官职之一。
西汉的郎将分为中郎将和郎中将两大类，皆系光祿勳（郎中令）的属官，是同一官署内职能分工不同的两种官职。郎中将又分为郎中车将、郎中户将和郎中骑将等。郎中将主要负责宫廷禁军事力量，但有时也外派担任临时任务的将领，如安抚属国，或出使他国，或带兵征讨等。